# Hans-Georg Beyer
Hans-Georg Beyer   (Stalinstadt, 3 de setembre de 1956) fou un jugador d'handbol alemany que va competir sota bandera de la República Democràtica Alemanya durant les dècades de 1970 i 1980. Era germà dels també esportistes olímpics Gisela Beyer i Udo Beyer.
El 1980 va prendre part en els Jocs Olímpics de Moscou, on guanyà la medalla d'or en la competició d'handbol. En el seu palmarès també destaquen dues lligues de la República Democràtica Alemanya (1975, 1982) i la Copa d'Europa de 1982.